# Magnetite

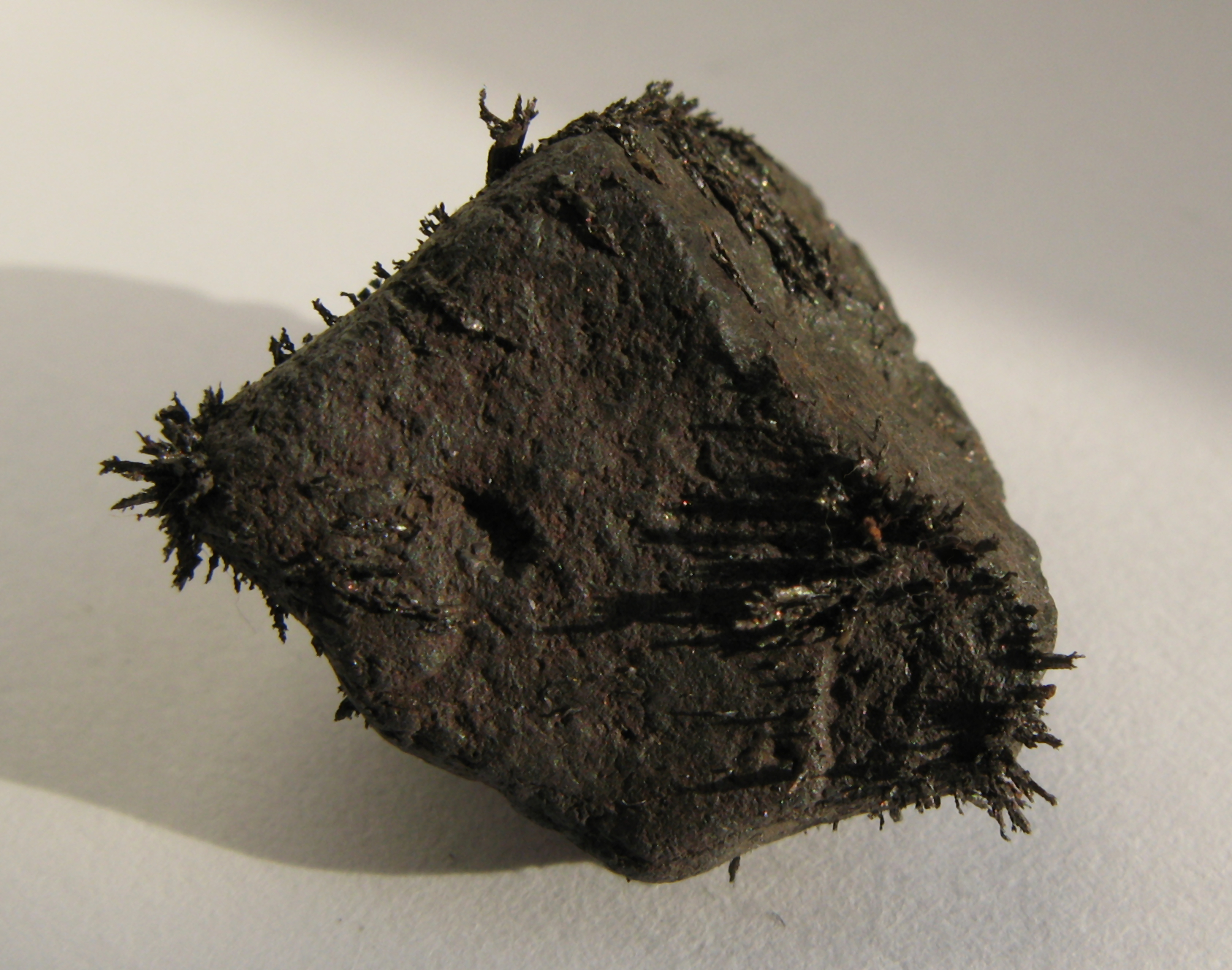
Blocco di magnetite con limatura di ferro che vi aderisce seguendo la disposizione locale delle linee di forza del campo magnetico creato dal minerale

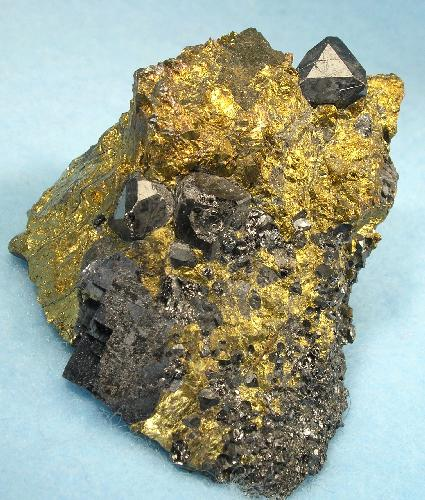
Associazione di magnetite in cristalli ottaedrici e dodecaedrici, con calcopirite e galena

La magnetite (simbolo IMA: Mag) è il minerale ferroso con il più alto contenuto di ferro (72,5%) utilizzabile industrialmente. È inoltre il minerale con le più intense proprietà magnetiche esistente in natura. Appartiene al supergruppo dello spinello e in particolare degli ossispinelli, nella cui famiglia occupa un posto nel sottogruppo dello spinello; la sua composizione chimica è Fe2+Fe3+2O4.

## Storia
Già nell'XI secolo a.C. i cinesi utilizzavano le proprietà magnetiche del minerale.
La magnetite è il più antico materiale magnetico conosciuto: era infatti già noto agli antichi Greci e prende appunto il nome dalla città di Magnesia ad Sipylum, nei pressi del monte Sipilo, dove si trovava in grandi quantità. Il termine "magnetismo" deriva quindi dal nome del minerale, non viceversa. La magnetite è un materiale ferromagnetico. In particolare, si tratta di un minerale con comportamento ferrimagnetico.
Lo scrittore romano Plinio il Vecchio menziona una pietra chiamata magnes, che si dice prenda il nome da un pastore con lo stesso nome. Questo pastore trovò la pietra sul monte Ida quando i chiodi delle sue scarpe e la punta del suo bastone si conficcarono nel terreno. Plinio distingueva diversi tipi di magnes, ma soprattutto un "maschio" e una "femmina", di cui però solo il maschio aveva il potere di attrarre il ferro, e corrispondeva quindi alla magnetite vera e propria. Le magnes "femminili" erano probabilmente minerali di manganese, simili nell'aspetto al minerale "maschile", o un minerale di colore bianco, che in seguito fu chiamato magnesite (MgCO3).
Più probabile, tuttavia, è l'interpretazione che il minerale abbia preso il nome dalla magnesia, un paesaggio della Tessaglia o la città di Magnesia al Meandro.

## Classificazione
A causa della sua struttura cristallo-chimica, le classificazioni minerali di Strunz e Dana classificano la magnetite nella classe minerale degli ossidi e la divisione del rapporto quantitativo materiale metallo: ossigeno = 3 : 4. Nella nuova classificazione dei minerali secondo Strunz (9ª edizione), i minerali di questa divisione sono ulteriormente ordinati in base alla dimensione dei cationi coinvolti, per cui lo ione ferro caricato positivamente è uno dei cationi di medie dimensioni.
La classificazione dei minerali di Dana, d'altra parte, ordina in base allo ione metallico (Fe) coinvolto e alla simmetria cristallina, in modo che la magnetite si trovi qui nel sottogruppo ferroso con il gruppo di punti comuni 4/m 3 2/m all'interno della divisione di "ossidi multipli con la formula generale (A+B2+)2X4, gruppo spinello".

## Forma in cui si presenta in natura
Si presenta in cristalli neri, opachi, oppure in masse granulari o compatte. È presente in piccole quantità nel corpo umano, dove è localizzata tra il naso e gli occhi, all'interno dell'osso etmoide. La magnetite è facilmente riconoscibile all'interno di vecchi radiatori di riscaldamento (termosifoni) in ferro e ghisa ed è la responsabile del colore nero scuro dell'acqua che vi circola.

## Abito cristallino
La struttura cristallina della magnetite (formula chimica Fe3O4) può essere scritta come Fe3+[Fe3+Fe2+]O4 secondo la formula generale per gli spinelli AB2O4. Il termine struttura a spinello inverso per la magnetite tiene conto del fatto che 1/3 degli ioni ferro (ioni Fe3+) sono tetraedrici e 2/3 degli ioni ferro (ioni Fe2+ e Fe3+ in un rapporto di 1:1) sono ottaedrici coordinati dall'ossigeno, che è appena inverso allo spinello normale. La simmetria della fase ad alta temperatura (T > 120 K) della magnetite è stata chiarita molto presto nel 1915, ed è cubica. Per essere più precisi, si tratta del gruppo spaziale Fd3m (gruppo spaziale n. 227) con una costante di reticolo a = 8.394 Å. Ciò si traduce in otto unità di formula per cella unitaria con un totale di 56 atomi.
L'esatto gruppo spaziale della fase a bassa temperatura (T < 120 K) non è stato chiaramente determinato fino al 1982 ed è ancora discusso in modo controverso. È stato solo attraverso un'analisi di diffrazione di neutroni accuratamente eseguita su monocristalli sintetici, che sono stati misurati con l'applicazione simultanea di pressione lungo la direzione [111] e il raffreddamento nel campo magnetico, che l'ordine cristallino al di sotto di T = 120 K ha potuto essere chiarito. Si tratta di una distorsione del gruppo spaziale monoclino Cc (gruppo spaziale n. 9) con simmetria pseudo-ortorombica (Pmca (n. 57, posizione 3); ac /√2 ⊗ ac /√ 2 ⊗ 2ac), dove ac corrisponde alla lunghezza di un asse della cella unitaria cubica indisturbata.

## Proprietà
La magnetite è altamente resistente agli acidi e agli alcali. La sua durezza Mohs varia tra 5,5 e 6,5 e la sua densità tra 5,1 e 5,2 g/cm³, a seconda della sua purezza. Il colore del suo striscio è nero

### Magnetismo
La magnetite è uno dei minerali ferrimagnetici più forti. Quando la temperatura scende al di sotto della temperatura di Curie di 578 °C, la magnetizzazione è per lo più allineata nella direzione del campo magnetico terrestre, risultando in una polarizzazione magnetica residua dell'ordine di 500 nT. In questo modo, i cristalli di magnetite possono preservare la direzione del campo magnetico terrestre al momento della loro formazione. Lo studio della direzione di magnetizzazione delle rocce laviche (basalto) ha portato i geologi a credere che in un lontano passato la polarità magnetica della Terra dovesse effettivamente essersi invertita di tanto in tanto.
Le proprietà magnetiche della magnetite, che sono note e utilizzate da molto tempo, possono essere spiegate molto bene osservando la struttura cristallina locale. Fe3O4 è un ferrimagnete, archetipo per le ferriti degli spinelli. L'ordine magnetico nella magnetite può essere ben compreso nel contesto del modello di Néel di due sottogriglie. Nel modello, si assume che l'interazione di scambio tra i siti ottaedrici e tetraedrici degli ioni di ferro coordinati con l'ossigeno sia fortemente negativa e che l'interazione di scambio tra gli ioni sugli stessi sottoreticoli sia anch'essa negativa, ma in quantità inferiore. Ne consegue che gli ioni dello stesso sottoreticolo assumerebbero una posizione di spin antiferromagnetico l'uno rispetto all'altro se questa inclinazione non fosse contrastata da una più forte interazione di scambio tra gli ioni dei diversi sottoreticoli. La forza relativa dell'interazione di scambio tra gli ioni di diversi sottoreticoli è dovuta alle differenze nelle distanze tra gli ioni dello stesso sottoreticolo e gli ioni di sottoreticoli diversi. Questo ordinamento preferisce una disposizione antiparallela dei momenti magnetici dei sottoreticoli, di cui gli ioni del sottoreticolo hanno una disposizione parallela di spin l'uno all'altro. Nella magnetite, i momenti efficaci dei sottoreticoli A/B si accoppiano antiferromagneticamente tramite superscambio. Lo ione Fe2+ ha lo spin S=2 (4μB; μB sta a indicare il magnetone di Bohr.) e lo ione Fe3+ lo spin S = 5/2 (5μB), in modo che la disposizione antiparallela degli ioni Fe3+ sul sottoreticolo A e degli ioni Fe2+/3+ sul sottoreticolo B come spiegato sopra si traduce in un momento di saturazione effettivo di (5 - 5+4)µB =4µB. La temperatura di Néel o di Curie della magnetite è insolitamente alta ed è TN = 850 K.

### Transizione di Verwey
Nella curva di conducibilità della magnetite, dove la conducibilità è tracciata sulla temperatura, la caratteristica più sorprendente è un brusco cambiamento di due ordini di grandezza a T=120K. La magnetite passa da un cattivo conduttore nella fase ad alta temperatura (circa 0,2 mΩm a T > 120 K) a un isolante nella fase a bassa temperatura (40 mΩm a T < 120 K). Questo comportamento fu sistematicamente studiato da Evert Verwey nel 1939 e fu pubblicata la prima spiegazione teorica dell'effetto. In suo onore, questa transizione e tutte le transizioni fisicamente simili sono chiamate transizioni di Verwey. Le prime indicazioni di una transizione di fase in un intervallo di temperatura intorno a 120 K sono state fornite dalle prime misurazioni della capacità termica su campioni prodotti sinteticamente. La transizione di fase può essere caratterizzata come una transizione isolante-isolante.

### Pseudosfaldatura
La magnetite non presenta sfaldatura ma in alcuni esemplari può accadere che si rompano in blocchetti di forma ottaedrica a causa del fenomeno della pseudosfaldatura.

### Proprietà chimico-fisiche
- È un buon conduttore di elettricità[3]
- Lentamente e difficilmente solubile in acido cloridrico[3][4]
- Peso molecolare: 231,54 gm[5]
- Indice di fermioni: 0,01[5]
- Indice di bosoni: 0,99[5]
- Fotoelettricità: 22,14 barn/elettroni[5]

## Modifiche e varietà
La titanomagnetite (nota anche come magnetite titanifera) è il nome dato ai cristalli misti della serie magnetite (Fe3O4) e ulvöspinello (Fe2TiO4). La formula del cristallo misto è generalmente definita come Fe2+(Fe3+,Ti)2O4 (più precisamente anche con xFe2TiO4·(1-x)Fe3O4). Questa serie di miscelazione è completa solo al di sopra di circa 600 °C. Quando le temperature scendono, i cristalli misti si disintegrano e si formano lamelle di segregazione di ulvöspinello e magnetite. La variante più comune di titanomagnetite è la cosiddetta TM60 con un contenuto di ulvöspinello di circa il 60%.
La tinomagnetite è di grande importanza nello studio del paleomagnetismo, in quanto diventano ferromagnetiche quando vengono raffreddate al di sotto delle rispettive temperatura di Curie e quindi si allineano permanentemente con il campo magnetico terrestre nella roccia circostante. Ad esempio, nei basalti su entrambi i lati della dorsale di Juan de Fuca, non solo è stato possibile determinare l'età crescente della roccia in generale in funzione della sua distanza dalla cresta, ma anche la polarità del campo magnetico terrestre sulla base della titanomagnetite che contenevano.

## Origine e giacitura

### Formazione naturale
La magnetite può formarsi nelle magmatiti, nelle metamorfiti e nelle sedimentiti (come nelle rocce delle sequenze ofiolitiche). Nelle magmatiti mafiche come i basalti (soprattutto quelle appartenenti alle serie tholeiitiche) o i gabbri, ad esempio, è spesso un importante componente secondario che spesso cristallizza precocemente e quindi forma cristalli ben definiti. Tuttavia, può anche formare dendriti in rocce rapidamente solidificate (limburgiti). Inoltre, può essere trovato facilmente in numerose altre rocce vulcaniche e plutoniche.
Di particolare rilievo sono principalmente le rocce di magmatite e apatite, che sono importanti depositi commerciali (ad esempio Kiruna nel nord della Svezia) e si pensa siano di origine magmatica liquida: la differenziazione magmatica ha portato a una fusione parziale che ha il carattere dell'ossido, cioè non contiene praticamente componenti di silicati. A Kiruna, questa fusione parziale ha formato un corpo intrusivo; tuttavia, sono note anche colate laviche da tali rocce (ad esempio a El Laco in Cile).
In combinazione con l'attività vulcanica, la magnetite può anche essere formata dalla pneumatolisi, quando i gas vulcanici contenenti ferro (che trasportano composti di ferro volatili come il cloruro ferrico) possono reagire con le rocce carbonatiche ospiti. Questo meccanismo può essere utilizzato anche per formare depositi (depositi di minerale di Skarn) con magnetite.
Nelle rocce metamorfiche, la magnetite è un minerale comune che può essere formato da numerosi minerali precursori contenenti ferro, specialmente in condizioni di metamorfismo di contatto. Un esempio di metamorfiti, spesso ad alto contenuto di magnetite, sono le rocce smerigliose formate dalle bauxiti. Esempi di rocce di magnetite metamorfiche a livello regionale sono le pietre di ferro a bande di quarzo, che sono anche importanti come depositi di ferro.
I processi di alterazione idrotermale possono anche formare magnetite dal contenuto di ferro di vari minerali precursori. Un esempio ben noto è il contenuto di magnetite nelle serpentiniti, che è spesso così alto che la roccia è visibilmente attratta da un magnete.
Poiché la magnetite è altamente resistente agli agenti atmosferici, può essere trovata in modo accessibile in numerose rocce sedimentarie clastiche. Anche in questo caso, a volte, viene arricchito a concentrazioni commercialmente rilevanti (sabbie di magnetite). Molto raramente, si verifica anche come formazione minerale primaria nei sedimenti, come nelle Minette di Lorena.
A seconda delle condizioni di formazione, la magnetite si presenta in paragenesi con altri minerali, tra cui cromite, ilmenite, ulvöspinello, rutilo e apatiti nelle rocce ignee; con pirrotite, pirite, calcopirite, pentlandite, sfalerite, ematite in rocce idrotermali o metamorfiche e con ematite e quarzo in rocce sedimentarie.
La magnetite è anche un prodotto secondario della trasformazione dei silicati di magnesio e di ferro.
I principali Paesi produttori sono Russia, Brasile, Liberia, Mauritania, Norvegia, Svezia. Giacimenti italiani si trovano in Piemonte, Valle d'Aosta, Sardegna, nell'isola d'Elba e in Sicilia.

### Produzione sintetica
Per la produzione di magnetite monocristallina, un metodo utilizzato per la prima volta da V.A.M. Brabers si è dimostrato il più adatto. In questo processo, i cristalli vengono disegnati in un forno a specchio con l'aiuto del processo di fusione a zone. Riscaldando una barra di α-Fe2O3 con una purezza del 99,9% in un forno a specchio, si ottiene una zona di fusione verticale tra il materiale e il cristallo, che è trattenuta esclusivamente dalla tensione superficiale, che impedisce la contaminazione ad esempio da parte del materiale del crogiolo. I cristalli risultanti, che sono lunghi tra i 2 e i 5 centimetri e hanno un diametro di circa 5 mm, vengono cotti nuovamente in un forno a specchio per 70 ore a 1130 °C in un'atmosfera di CO2 e H2 al fine di limare i difetti di costruzione del reticolo e regolare la corretta stechiometria per la magnetite. L'orientamento dei cristalli lungo l'asse dell'asta corrisponde approssimativamente alle direzioni [100], [111] e [110]. I cristalli sono caratterizzati dalla loro eccellente qualità, misurata dalla caratteristica della temperatura di transizione e dalla nitidezza della transizione espressa nella linea della curva di conducibilità.

## Utilizzo

### Come materia prima
Con un contenuto di ferro del 72%, la magnetite è uno dei minerali di ferro più importanti, insieme all'ematite (70%).
La magnetite funge da importante materia prima per la produzione di ferrofluido. Nella prima fase vengono prodotte nanoparticelle di magnetite (dell'ordine di circa 10 nm), che vengono poi sospese colloidalmente in un liquido vettore. Per prevenire l'agglomerazione dei cristalli, alle nanoparticelle vengono aggiunti tensioattivi a catena lunga, come l'acido oleico, che si raggruppano attorno alle particelle di magnetite e impediscono la risedimentazione. In questo modo, il liquido così ottenuto conserva la proprietà della magnetite di reagire ai campi magnetici.

### Come materiale da costruzione
La magnetite viene utilizzata nell'industria edile come aggregato a grana naturale con un'elevata densità apparente (da 4,65 a 4,80 kg/dm3) per mattoni di arenaria calcarea e calcestruzzo pesante e per la radioprotezione strutturale.

### Come pigmento
Grazie alle sue eccellenti proprietà magnetiche, la magnetite viene utilizzata come pigmento magnetico per l'archiviazione dei dati ed è ancora oggi utilizzata nella costruzione di bussole. La magnetite sintetica a grana fine è usata come pigmento, ad esempio per le vernici, con il nome di Iron Oxide Black (Pigment Black 11).

### Nell'elettronica dei semiconduttori
A causa della polarizzazione di spin del 100% dei portatori di carica prevista dalla teoria, la magnetite è anche considerata un candidato caldo per le valvole di spin nell'elettronica di spin.

### Negli esseri viventi
Varie specie animali dipendono dalla magnetite per orientarsi nel campo magnetico terrestre. Questi includono api e molluschi. Particolarmente degni di nota sono i piccioni domestici, che possono determinare l'intensità del campo magnetico terrestre incorporando piccoli grani di magnetite a dominio singolo nei loro becchi e quindi orientarsi.
La lingua raspa delle lumache coleottere è parzialmente costellata di denti fatti di cristalli di magnetite. Gli animali sono così in grado di pascolare sulla crescita del substrato. Di conseguenza, hanno un effetto abrasivo sulle superfici rocciose.
Alcuni batteri, i cosiddetti batteri magnetotattici, come il Magnetobacterium bavaricum, il Magnetospirillum gryphiswaldense o il Magnetospirillum magnetotacticum, formano singoli cristalli di magnetite da 40 a 100 nm all'interno delle loro cellule, che sono circondati da una membrana. Queste particelle sono chiamate magnetosomi e sono disposte sotto forma di catene lineari. In una certa misura, le catene agiscono come aghi della bussola e consentono ai batteri di nuotare in linea retta lungo le linee del campo magnetico terrestre.
La maggior parte delle regioni del cervello umano contiene anche circa cinque milioni di cristalli di magnetite per grammo, e le meningi, più precisamente le meningi esterne e interne (dura e pia), contengono più di 100 milioni di cristalli di magnetite con una dimensione di circa 50 nm.

### Nella terapia del cancro
La magnetite, insieme ad altre particelle di ossido di ferro, rame e oro, può essere utilizzata per supportare il trattamento del cancro. A tale scopo, le nanoparticelle di magnetite vengono modificate in modo tale da essere disperse in sospensione nel corpo e assorbite preferenzialmente dalle cellule tumorali. Questo porta all'arricchimento delle particelle nelle aree interessate. Un campo magnetico esterno fa vibrare le particelle. Il calore che ne deriva produce una febbre artificiale (la cosiddetta ipertermia), che rende la cellula in questione più suscettibile a ulteriori trattamenti.

## Reazione di Schikorr
L'idrossido ferroso (in ambiente anaerobico) può convertirsi chimicamente in magnetite tramite un processo chiamato reazione di Schikorr:
{\displaystyle {\ce {3Fe(OH)2\,+\,H2O\to Fe3O4\,+\,3H2O\,+\,H2\uparrow }}}
Dal punto di vista chimico-molecolare il composto Fe3O4 è costituito da ossido ferroso e ossido ferrico: Fe2+(Fe3+O2)2, un composto conosciuto anche col nome di ossido ferroso-ferrico.
La formazione di magnetite viene indotta nei generatori di vapore con additivi alcalinizzanti e mantenendo il pH dell'acqua di caldaia sopra un certo valore.